# Saint George's
St. George's este capitala și cel mai mare oraș din Grenada.